# Juhász Árpád (geológus)
Juhász Árpád (Pécs, 1935. június 1. –) magyar geológus, a Magyar Tudományos Akadémia Ismeretterjesztési Bizottságának tagja, a hazai természettudományos ismeretterjesztés egyik legjelentősebb alakja.

## Életpályája
Az Eötvös Loránd Tudományegyetemen végzett geológusként 1957-ben. 1958–62 között a Magyar Természettudományi Múzeum ásványtárának munkatársa volt. 1963-tól 1970-ig az Országos Kőolaj- és Gázipari Trösztben dolgozott. Ezzel párhuzamosan már a 60-as évektől kezdve népszerűsítette a geológia tudományát, a sajtóban éppúgy, mint a rádióban és a televízióban. 1971-től tizenöt esztendőn keresztül, 1986-ig a Tudományos Ismeretterjesztő Társulat (TIT) Természettudományi Stúdiójának igazgatója volt, majd 1997-ig a Magyar Televízió Természettudományos Szerkesztőségének munkatársa. 1997-ben a frissen induló TV2 gyermek- és ifjúsági műsorainak főszerkesztőjeként kezdett dolgozni, 1999-től a csatorna tanácsadója. 2000-től a Magyarhoni Földtani Társulat tiszteletbeli tagja. 1989-ben SZOT-díjjal, 2007-ben Pro Natura-díjjal és Pethő Sándor-díjjal ismerték el tevékenységét.
Pályája során számos földrajzi ismeretterjesztő filmet készített, továbbá szakértőként vett részt a televízió földrajzi témájú természettudományos sorozataiban, magazinműsoraiban, vetélkedőiben. Geológus-szakértője volt a Magyarországot bemutató híres kéktúra-filmsorozatnak:
- Másfélmillió lépés Magyarországon (1979)
- …és még egymillió lépés (1986)
- Kerekek és lépések (1990–91)

Érdeklődése főleg az amerikai kontinens felé irányul, de beutazta az egész világot és minden földrészről tudósított. Nyolcvanéves koráig 109 országban fordult meg. Nős; két lánya és három unokája van.

## Főbb művei
- Pigler József–Juhász Árpád–Komarniczky Gyula: Autóval a Magas-Tátrába; Sport–Medicina, Budapest, 1973
- Magyarország földtörténete. TIT, Budapest, 1974
- Hegységképződés. Tankönyvkiadó, Budapest, 1975
- Magyarország. Kézikönyv idegenvezetők számára. OIT, Budapest, 1975
- A kőolaj nyomában. Gondolat, Budapest, 1979
- Új geológiai ismeretek a földrajztanításban. Tankönyvkiadó, Budapest, 1980
- Évmilliók emlékei. Magyarország földtörténete és ásványi kincsei. Gondolat, Budapest, 1983
- Az inkák földjén. Menekülés Huarazból. Háttér, Budapest, 1990
- Katasztrófák évtizede. Panoráma, Budapest, 1992
- Kati Amerikában. Ötszáz évvel Kolumbusz után. Orex, Budapest, 1992
- Hegyek ormán – tengerek mélyén. Medicina, Budapest, 1993 (Juhász Erikával)
- A természet csodái között. Sátorral az Egyesült Államokban. Aqua, Budapest, 1996 (Juhász Erikával)
- Gúta és környéke a múlt századokban. Kalligram, Pozsony, 1996
- Észak-Amerika. Alaszkától a Yucatán-félszigetig. Kossuth, Budapest, 2001 (Galácz Andrással)
- Amerikai zenehíd. Észak-, közép- és dél-amerikai találkozások, pillanatképek; Kairosz, Budapest, 2007
- A kék bolygó vándora. Topográf, Budapest, 2009
- Gleccserek, a Föld hőmérői. Nemzeti Tankönyvkiadó, Budapest, 2012
- Egzotikus Ázsia; Nemzedékek Tudása, Budapest, 2014
- Kóborló Farkas, a kék bolygó követe. Juhász Árpáddal beszélget Juhász Előd; Kairosz, Budapest, 2014 (Magyarnak lenni)
- Egzotikus Latin-Amerika; Eszterházy Károly Egyetem Oktatáskutató és Fejlesztő Intézet, Budapest, 2017
- Egzotikus Európa; Medicina, Budapest, 2019

Ezenkívül A Mi világunk-sorozat több füzetének szerzője 1975 és 1980 között.

## Televíziós munkáiból
- Gondolkodó – tudományos magazin, szerkesztő-műsorvezető
- Tévémagiszter – ismeretterjesztő sorozat, szerkesztő-műsorvezető
- TV Egyetem – természettudományos sorozata, szakértő
- Kalendárium – magazinműsor, szerkesztő-műsorvezető
- A tudomány határain – ismeretterjesztő magazin, szerkesztő-műsorvezető
- Mesterségem címere – portré, ismeretterjesztő sorozat, szerkesztő-riporter
- Kitüntetett tudósok – ismeretterjesztő, rend.: Asbót Kristóf
- Barangolás Borneón – ismeretterjesztő film, szerk.-rend.: Juhász Árpád
- Malajziai mozaik – ismeretterjesztő film, szerk.-rend.: Juhász Árpád
- A világjáró nagypapa meséi – ifjúsági film, rend.:Ecsedy Márton
- Emberevők unokái között – ismeretterjesztő fim, szerk.-rend.: Juhász Árpád
- A megsebzett bolygó – ismeretterjesztő sorozat (1971) szakértő, rend.: Rácz Gábor
- Másfélmillió lépés Magyarországon – ismeretterjesztő sorozat (1979–1980), szakértő, rend.: Rockenbauer Pál
- Utazz velünk Magyarországon! – ismeretterjesztő sorozat (1985–89), író, rend.: Beregszászi Mária
- Magyarország barlangjai – ismeretterjesztő filmsorozat (1986) szerkesztő, rend: Duló Károly, Lakatos Iván
- …és még egymillió lépés – ismeretterjesztő sorozat (1986–87), szakértő, rend.: Rockenbauer Pál
- Évmilliók emlékei – tudományos sorozat (1986–1990), szerkesztő-forgatókönyvíró, rend.: Sors Tamás
- Az inkák földjén – ismeretterjesztő sorozat (1990), forgatókönyvíró, rend.: Nádorfi Lajos
- Kerekek és lépések – ismeretterjesztő sorozat (1990–91), szakértő, rend.: Gyenes Károly
- Ismeretlen Budapest – ismeretterjesztő sorozat (1991–94), szerkesztő, rend.: Szőke Miklós
- Az ígéret földje – ismeretterjesztő (1992)
- A gránitszirtek szigetén – ismeretterjesztő (1992)
- Hádész és Poszeidon birodalmában – ismeretterjesztő (1992), forgatókönyvíró,rend.: Rozsnyai Aladár
- Katasztrófák évtizede – (1993), szerkesztő, rend.: Bakos Katalin
- Nemzeti Park lehetne… – ismeretterjesztő sorozat (1993–97), rend.: Gertsner Adrienne, Szent-Andrássy Imre
- Ahol a Gangesz születik – ismeretterjesztő (1994), forgatókönyvíró, rend.: Rozsnyai Aladár
- Natúra – ismeretterjesztő sorozat (1994–2012), rend.: Sáfrány József, Gyenes Károly
- Elrejtett tájak – ismeretterjesztő sorozat (1995) szerkesztő, rend.: Szalkai Zoltán
- Legenda és valóság – útifilm (1995), rend.: Bakos Katalin
- Nem lehetek vesztes – dokumentumfilm (1995), forgatókönyvíró, rend.: Rozsnyai Aladár
- Gróf Teleki Sámuel nyomában – tudományos-ismeretterjesztő (1995), szakértő,rend.: Sáfrány József
- Mérföldkövek a magyar technika történetében – ismeretterjesztő sorozat (1995-1996)
- Járóföld – ismeretterjesztő sorozat (1996–97), szakértő, rend.: Bakos Katalin
- Túrabakancs – ismeretterjesztő sorozat (1996–99), szakértő, rend.: Szélyes Zoltán
- Vulcanus isten otthonában – ismeretterjesztő (1999), forgatókönyvíró, rend.: Rozsnyai Aladár
- A borostyánkő útján – ismeretterjesztő sorozat (2000), szerkesztő, rend.: Szőke Miklós
- Tudásakadémia – ismeretterjesztő sorozat (2005), rend.: Dörflinger László
- Időutazás – ismeretterjesztő sorozat (2005), rend.: Dörflinger László
- Téli kék – ismeretterjesztő sorozat (2008–2009), szakértő, rend.: Gyenes Károly
- Időutazó – ismeretterjesztő sorozat (2012)

## Díjai, elismerései
- MOB fair play trófea, művészet-tudomány kategória (2019)[3]
- 2021 óta nevét viseli a 423380 Juhászárpád kisbolygó.[4]
- Magyar Örökség díj, 2025[5]

## Forrás
- TVMT.hu